# Taiyō no Season
Taiyō no SEASON (jap. 太陽のSEASON; pl. Sezon słoneczny) – szósty singel Super Monkey’s oraz pierwszy Namie Amuro. Został wydany 26 kwietnia 1995 roku przez wytwórnię EMI Music Japan. Singel osiągnął 5. pozycję w rankingu Oricon. W pierwszym tygodniu sprzedano 69 750 kopii, natomiast 610 680 całościowo. Utwór Taiyō no SEASON został wykorzystany w reklamie Lotte's Crepe Ice.

## Lista utworów
| 1. | Taiyō no SEASON (jap. 太陽のSEASON)              | 3:32  |
|    |                                                  |       |
| 2. | Heart ni Hi wo Tsukete (jap. ハートに火をつけて) | 3:26  |
|    |                                                  |       |
| 3. | Taiyō no SEASON (ORIGINAL KARAOKE)               | 3:32  |
|    |                                                  |       |
| 4. | Heart ni Hi wo Tsukete (ORIGINAL KARAOKE)        | 3:26  |
|    |                                                  |       |
|    |                                                  | 13:56 |
|    |                                                  |       |

## Oricon
| Diagram                                                    | Pozycja |
| ---------------------------------------------------------- | ------- |
| Dzienny diagram Oricon (w pierwszym dniu sprzedaży)        | -       |
| Tygodniowy diagram Oricon (w pierwszym tygodniu sprzedaży) | #5      |
| Miesięczny diagram Oricon (w pierwszym miesiącu sprzedaży) | #10     |
| Roczny diagram Oricon                                      | #56     |